# Near South Side

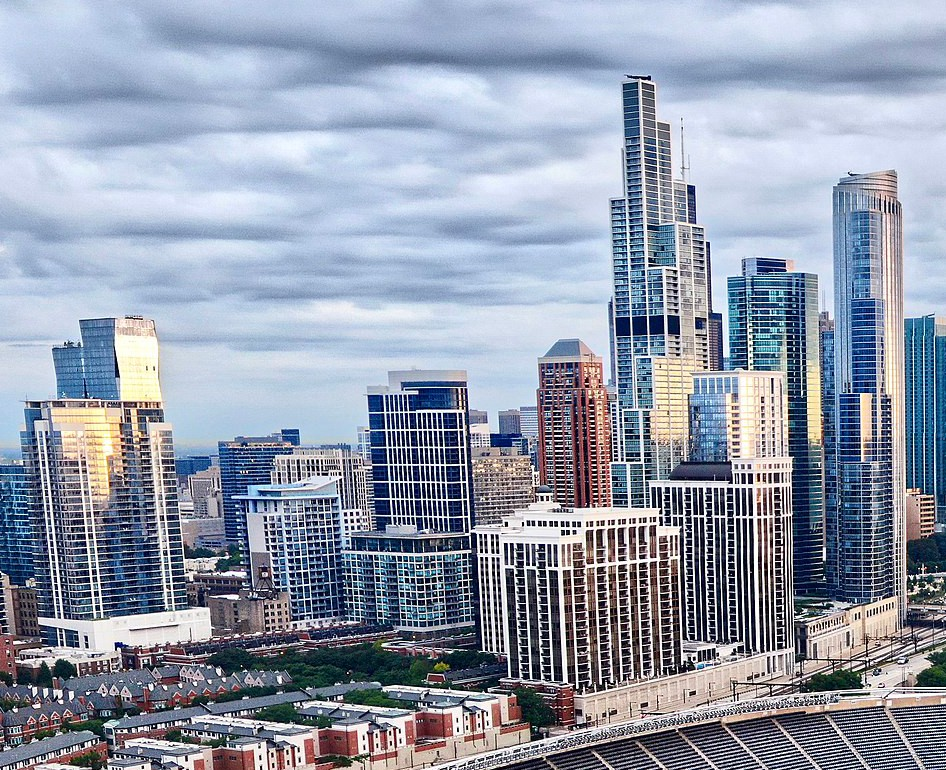
Vue sur Near South Side

Situation de Near South Side dans la ville de Chicago.

Near South Side est l'un des 77 secteurs communautaires de la ville de Chicago aux États-Unis. Le secteur compose la partie sud de Downtown Chicago.